# 1966 في نيوزيلندا
فيما يلي قوائم الأحداث التي وقعت خلال عام 1966 في نيوزيلندا.

## سياسة

### تعيين في المنصب
- 1 يناير – جوناثان هنت عضو مجلس النواب النيوزيلندي ‏.

## رياضة
- 1 يناير – كأس نيوزيلندا 1966 الفائز ميرامار رينجرز [الإنجليزية]‏.

## مواليد

### يناير
- 1 يناير – أنتوني إليسون
- 1 يناير – بيتر روبنسون فنان نيوزيلندي.
- 1 يناير – جوليان هووبر رسام نيوزيلندي.
- 1 يناير – كاترين روبرتسون
- 1 يناير – ميخائيل باركر موسيقية نيوزيلندية.
- 19 يناير – آرون سلايت

### فبراير
- 3 فبراير – داني موريسون لاعب كركيت نيوزيلندي.
- 12 فبراير – كارين هوليداي درّاجة طريق نيوزيلندية.
- 20 فبراير – إنغريد فيسر أحيائية نيوزيلندية.

### مارس
- 6 مارس – ريس إليسون

### أبريل
- 8 أبريل – شارلوت داوسون
- 23 أبريل – جايسون وليامز لاعب دوري رغبي نيوزيلندي.

### مايو
- 6 مايو – رودجر غراي لاعب كرة قدم نيوزيلندي.
- 19 مايو – بريت هوليستر مُجدّف نيوزيلندي.

### يونيو
- 2 يونيو – ديفيد سابين لاعب كركيت من المملكة المتحدة.
- 22 يونيو – غاري ميرسير لاعب دوري رغبي نيوزيلندي.
- 30 يونيو – مارتون كسوكاس ممثل نيوزيلندي.

### يوليو
- 1 يوليو – مارتن درير لاعب شطرنج نيوزيلندي.
- 7 يوليو – ميخائيل كلارك لاعب كريكت نيوزلندي.
- 10 يوليو – جينا بيلمان ممثلة بريطانية.
- 13 يوليو – مارتي بيري لاعب رغبي نيوزيلندي.
- 22 يوليو – كيم هانكوك لاعب كركيت نيوزيلندي.
- 25 يوليو – داريل هاليغان
- 30 يوليو – كيري فوكس ممثلة نيوزيلندية.

### أغسطس
- 15 أغسطس – مادونا هاريس درّاجة طريق نيوزيلندية.

### سبتمبر
- 23 سبتمبر – جوناثان كولمان سياسي نيوزيلندي.
- 27 سبتمبر – ديفيد بيشوب كاتب نيوزيلندي.

### أكتوبر
- 4 أكتوبر – جيف كوتر مُجدّف نيوزيلندي.
- 10 أكتوبر – ماثيو كوبر لاعب رغبي نيوزيلندي.
- 18 أكتوبر – فيونا غالواي
- 27 أكتوبر – مارك برادلي لاعب كريكت نيوزلندي.

### نوفمبر
- 16 نوفمبر – برايان باريت لاعب كركيت نيوزيلندي.

### ديسمبر
- 1 ديسمبر – أندرو آدمسون
- 10 ديسمبر – روبن بروك لاعب رغبي نيوزيلندي.
- 13 ديسمبر – روس بيردن

## وفيات

### يناير
- 1 يناير – حيرام هنتر (مواليد 1874) سياسي نيوزيلندي.

### مارس
- 17 مارس – ليندسي ميريت إينغليز (مواليد 1894)

### أبريل
- 2 أبريل – تشارلز براون (مواليد 1887) مدرب اتحاد رغبي نيوزيلندي.
- 25 أبريل – جون والتر (مواليد 1904) لاعب رغبي نيوزيلندي.

### مايو
- 8 مايو – كام مالفروي (مواليد 1909) لاعب كرة مضرب نيوزيلندي.
- 25 مايو – فرد جونز (مواليد 1885) سياسي نيوزلندي.

### يوليو
- 29 يوليو – راسيل كلارك (مواليد 1905)

### أكتوبر
- 22 أكتوبر – يان هارفي (مواليد 1903)

### ديسمبر
- 1 ديسمبر – جيمس ماغيري (مواليد 1886)